# 김옥균 (주교)
김옥균(金玉均, 1925년 12월 9일 ~ 2010년 3월 1일)은 대한민국의 로마 가톨릭교회 주교로 세례명은 바오로이며 경기도 용인시 출신이다. 

## 생애
1949년 12월에 가톨릭 성신대학교(현재의 가톨릭대학교 성신교정) 철학과를 졸업했으며 1954년 12월에 프랑스 릴 가톨릭 대학교 신학과를 졸업했다. 1954년 12월 18일에 프랑스 릴 교구 주교좌 성당에서 사제 서품을 받았고 1957년 7월에는 프랑스 릴 가톨릭 대학교 대학원 신학과를, 1959년 6월에는 프랑스 릴 가톨릭 대학교 신문학과를 졸업했다.
1959년부터 1962년까지 천주교 서울대교구 교구장 비서 겸 가톨릭출판사 사장으로 근무했으며 1962년에는 천주교 서울대교구 상서국장으로 임명되었다. 1965년부터 1982년까지 천주교 종로성당, 흑석동성당, 당산동성당, 노량진교회, 청파동교회, 수유동성당 주임 신부로 활동했고 1982년부터 1985년까지 천주교 서울대교구 사무처장, 관리국장, 총대리를 겸임했다. 1984년에는 한국 천주교회 200주년 기념 신앙 대회와 103위 시성식의 실무책임자를 맡았다.
1985년 3월 23일에 지르바(Girba) 명의 주교 겸 천주교 서울대교구 보좌 주교로 임명되었으며 1985년 4월 25일에는 주교 서품을 받았다. 1989년에는 서울에서 열린 세계성체대회 준비위원회 부위원장과 실무책임자를 맡았다. 1989년부터 2001년까지 평화방송과 평화신문 이사장을 역임했고 1999년 6월 축성생활 담당 교구장 대리를 겸임했다. 2000년 6월에는 가톨릭대학교로부터 명예 문학박사 학위를 받았다. 2001년 12월 12일에 원로사목자로 퇴임한 이후에 천주교 한민족돕기회 총재를 역임했고 남북 통일 기원 미사를 개최하는 등 통일 관련 종교 활동을 전개했다.
2010년 3월 1일 오전 3시 3분(한국 표준시)에 서울특별시 영등포구 여의도동에 위치한 여의도성모병원에서 향년 84세를 일기로 선종했다. 병원 측은 생전에 사후 장기 기증을 서약했던 그의 뜻에 따라 양쪽 각막을 적출하는 수술을 진행했다. 그의 유해는 경기도 용인시에 위치한 천주교 용인공원묘원에 안장되었다.